# Persone di cognome Negri
| Questa pagina contiene informazioni ricavate automaticamente dalle voci biografiche con l'ausilio del template Bio e di un bot. L'aggiornamento è periodico e automatico e ricostruisce completamente la pagina. Se manca una persona in questa lista, sei pregato di non aggiungerla, ma accertati piuttosto che la sua voce biografica contenga il template Bio e che i dati anagrafici siano correttamente compilati. Se il template Bio manca, inseriscilo tu stesso o, in alternativa, metti l'avviso {{tmp\|Bio}} che ne segnala la mancanza. Se i dati riportati sono sbagliati, correggi direttamente la voce biografica; le modifiche saranno visibili in questa lista entro pochi giorni. Per chiarimenti vedi il progetto antroponimi. La lista contiene solo le 76 persone che sono citate nell'enciclopedia e per le quali è stato implementato correttamente il template Bio. Pagina aggiornata al 23 lug 2025. |

Questa è una lista di persone presenti nell'enciclopedia che hanno il cognome Negri, suddivise per attività principale.

## Allenatori di calcio(1)
- Giulio Negri, allenatore di calcio e calciatore italiano (Luzzara, n. 1915 - Ariano Irpino, † 1983)

## Arcivescovi cattolici(1)
- Luigi Negri, arcivescovo cattolico e teologo italiano (Milano, n. 1941 - Cesano Boscone, † 2021)

## Artisti(1)
- Matteo Negri, artista italiano (San Donato Milanese, n. 1982)

## Attori(1)
- Giuseppe Negri, attore e conduttore televisivo italiano (Mortara, n. 1936 - Riccione, † 1997)

## Autori televisivi(1)
- Carlo Negri, autore televisivo, drammaturgo e scrittore italiano (Sesto San Giovanni, n. 1974)

## Avvocati(1)
- Antonio Paolo Negri, avvocato, politico e nobile italiano (Milano, n. 1761 - Milano, † 1836)

## Calciatori(11)
- Alexandre Negri, ex calciatore brasiliano (Vinhedo, n. 1981)
- Cristian Negri, ex calciatore sammarinese (Borgo Maggiore, n. 1985)
- Ermenegildo Negri, calciatore e allenatore di calcio italiano (Novara, n. 1900)
- Eugenio Negri, calciatore italiano (Casorate Primo, n. 1899 - Crespano del Grappa, † 1976)
- Franco Negri, calciatore argentino (San Martín, n. 1995)
- Gianluigi Negri, calciatore italiano (Cavagliano, n. 1935 - Vigevano, † 1992)
- Osvaldo Negri, ex calciatore argentino (Buenos Aires, n. 1933)
- Marco Negri, ex calciatore italiano (Milano, n. 1970)
- Pietro Negri, calciatore italiano
- Rodolfo Negri, calciatore italiano (Milano, n. 1913)
- William Negri, calciatore e allenatore di calcio italiano (Bagnolo San Vito, n. 1935 - Mantova, † 2020)

## Canoisti(1)
- Luca Negri, ex canoista italiano (Pavia, n. 1973)

## Cantanti(1)
- Rosy, cantante italiana (La Spezia, n. 1941)

## Cestiste(1)
- Barbara Negri, ex cestista italiana (Sorrento, n. 1986)

## Cestisti(3)
- Andrea Negri, cestista italiano (Lecco, n. 1988)
- Claudio Negri, cestista e allenatore di pallacanestro italiano (Salvador de Bahia, n. 1985)
- Matteo Negri, cestista italiano (Bologna, n. 1991)

## Compositori(2)
- Gino Negri, compositore italiano (Perledo, n. 1919 - Montevecchia, † 1991)
- Silvio Negri, compositore, mandolinista e chitarrista italiano (Muggia, n. 1865 - Trieste, † 1941)

## Contrabbassisti(1)
- Gaetano Negri, contrabbassista e docente italiano (Napoli, n. 1832)

## Contralti(1)
- Maria Caterina Negri, contralto italiano (Bologna, n. 1704)

## Cuochi(1)
- Domenico Negri, cuoco italiano

## Danzatori(1)
- Cesare Negri, danzatore e coreografo italiano (Milano)

## Danzatrici(1)
- Teresina Negri, ballerina, imprenditrice e stilista italiana (Torino, n. 1879 - Principato di Monaco, † 1974)

## Filologi(1)
- Francesco Vincenzo Negri, filologo italiano (Venezia, n. 1769 - Venezia, † 1827)

## Filosofi(2)
- Antimo Negri, filosofo italiano (Mercato San Severino, n. 1923 - Roma, † 2005)
- Toni Negri, filosofo, politologo e attivista italiano (Padova, n. 1933 - Parigi, † 2023)

## Fotografi(1)
- Francesco Negri, fotografo italiano (Tromello, n. 1841 - Casale Monferrato, † 1924)

## Generali(1)
- Paride Negri, generale italiano (Perugia, n. 1883 - † 1954)

## Giornalisti(2)
- Giulio Giuseppe Negri, giornalista italiano (n. 1903 - † 1989)
- Rino Negri, giornalista italiano (Pavia, n. 1924 - Milano, † 2011)

## Giuristi(1)
- Guglielmo Negri, giurista italiano (Roma, n. 1926 - Roma, † 2000)

## Glottologi(1)
- Mario Negri, glottologo italiano (Casale Monferrato, n. 1950)

## Imprenditori(2)
- Giovanni Negri, imprenditore, politico e scrittore italiano (Torino, n. 1957)
- Mario Negri, imprenditore e filantropo italiano (Milano, n. 1891 - Milano, † 1960)

## Inventori(1)
- Ferdinando Negri, inventore italiano

## Militari(6)
- Carlo Negri, militare e aviatore italiano (Genova, n. 1919 - Coriza, † 1943)
- Francesco Negri, militare italiano (Castellammare di Stabia, n. 1983)
- Gaetano Negri, militare, storico e critico letterario italiano (Milano, n. 1838 - Varazze, † 1902)
- Guido Negri, ufficiale italiano (Este, n. 1888 - Monte Colombara, † 1916)
- Matteo Negri, militare italiano (Palermo, n. 1818 - Scauri, † 1860)
- Pier Eleonoro Negri, ufficiale italiano (San Bonifacio, n. 1818 - Firenze, † 1887)

## Organisti(1)
- Renato Negri, organista italiano (Reggio Emilia, n. 1968)

## Pallanuotisti(1)
- Tommaso Negri, pallanuotista italiano (Genova, n. 1986)

## Pallavolisti(1)
- Marco Negri, ex pallavolista italiano (Mantova, n. 1955)

## Partigiane(1)
- Ines Negri, partigiana italiana (Casanova Lerrone, frazione di Maremo Soprano, n. 1916 - Albissola Marina, † 1944)

## Partigiani(1)
- Aldo Negri, partigiano italiano (Albona, n. 1914 - Rovigno, † 1944)

## Patologi(1)
- Adelchi Negri, patologo, batteriologo e virologo italiano (Perugia, n. 1876 - Pavia, † 1912)

## Pianisti(2)
- Paolo Negri, pianista italiano (Carignano, n. 1979)
- Roberto Negri, pianista, arrangiatore e compositore italiano (Milano, n. 1940 - Milano, † 2006)

## Pittori(3)
- Girolamo Negri, pittore italiano (Bologna, n. 1648 - Bologna)
- Pietro Negri, pittore italiano (Venezia, n. 1628 - Venezia, † 1679)
- Sandro Negri, pittore italiano (Cerese, n. 1940 - Mantova, † 2012)

## Poetesse(1)
- Ada Negri, poetessa, scrittrice e insegnante italiana (Lodi, n. 1870 - Milano, † 1945)

## Politiche(1)
- Magda Negri, politica italiana (Novara, n. 1949)

## Politici(5)
- Alceo Negri, politico italiano (Desenzano del Garda, n. 1909 - † 1970)
- Costache Negri, politico, patriota e scrittore romeno (Iași, n. 1812 - Târgu Ocna, † 1876)
- Cristoforo Negri, politico e scrittore italiano (Milano, n. 1809 - Firenze, † 1896)
- Giuseppe Negri, politico italiano (Milano, n. 1779 - Milano, † 1862)
- Luigi Negri, politico, architetto e antiquario italiano (Codogno, n. 1956)

## Presbiteri(1)
- Francesco Negri, presbitero, esploratore e scrittore italiano (Ravenna, n. 1623 - Ravenna, † 1698)

## Registe(1)
- Anna Negri, regista e sceneggiatrice italiana (Venezia, n. 1964)

## Religiose(1)
- Paola Antonia Negri, religiosa italiana (Castellanza, n. 1508 - Milano, † 1555)

## Scultori(1)
- Mario Negri, scultore e critico d'arte italiano (Tirano, n. 1916 - Milano, † 1987)

## Siepisti(1)
- Antenore Negri, siepista italiano (Milano, n. 1898 - † 1970)

## Umanisti(2)
- Francesco Negri, umanista, letterato e teologo italiano (Bassano del Grappa, n. 1500 - Pińczów, † 1563)
- Palladio Negri, umanista italiano (Padova - Capodistria, † 1520)

## Vescovi cattolici(2)
- Angelo Negri, vescovo cattolico e missionario italiano (Tres, n. 1889 - Arua, † 1949)
- Gaspare Negri, vescovo cattolico e mecenate italiano (Venezia, n. 1697 - Parenzo, † 1778)

## Senza attività specificata(1)
- Ilio Negri, grafico italiano (Milano, n. 1926 - Milano, † 1974)